# Ernst Föhr

Ernst Föhr, 1928 oder früher

Ernst Gottlieb Föhr (* 15. April 1892 in Josefslust bei Sigmaringen; † 19. Januar 1976 in Freiburg im Breisgau) war ein deutscher katholischer Geistlicher und Politiker (Zentrum).

## Leben und Wirken

### Jugend und Ausbildung (1892 bis 1920)
Nach dem Besuch der Volksschulen in Wollmatingen (1897/98) und Obersäckingen (1898–1901) sowie der höheren Bürgerschule in Säckingen, des Realprogymnasiums in Waldshut und des Gymnasiums in Konstanz studierte Föhr von 1910 bis 1913 katholische Theologie an der Universität Freiburg. 1913 legte er das theologische Examen ab. Außerdem empfing er die niederen Weihen. Von 1913 bis 1914 studierte er Philosophie in Rom, wo er 1914 das philosophische Baccalaureat erhielt. Von 1914 bis 1915 besuchte er das Priesterseminar des Erzbistums Freiburg in St. Peter, wo er noch im selben Jahr die Diakonats- und die Priesterweihe empfing.
Von 1915 bis 1918 nahm Föhr am Ersten Weltkrieg teil, in dem er als Lazarettgeistlicher beim Infanterieregiment 170 und als Feldgeistlicher eingesetzt wurde. Er erhielt das Eiserne Kreuz II. Klasse.
1918 nahm Föhr das Studium der Nationalökonomie auf. Bis 1920 studierte er in Karlsruhe (1918/19), Freiburg (1919) und Würzburg (1920). Den Abschluss seines Studiums bildete die 1920 in Freiburg eingereichte Dissertation über Die sozialen und wirtschaftlichen Verhältnisse der Waldarbeiter im badischen Schwarzwald unter besonderer Berücksichtigung der durch Krieg und Revolution gewordenen Verhältnisse, mit der er (mit dem Prädikat magna cum laude) zum Dr. rer. pol. promovierte. Seit 1919 war Föhr Mitglied der katholischen Studentenverbindung KDStV Hercynia Freiburg im Breisgau. Später erhielt er noch die Ehrendoktorwürde der Philosophischen Fakultät der Universität Freiburg.

### Weimarer Republik (1920 bis 1933)
1920 wurde Föhr Diözesanpräses im heimatbündlerischen Volksverein katholisches Deutschland für Baden und Hohenzollern. Bereits seit dem Ende des Weltkrieges und der Gründung der Weimarer Republik war Föhr verstärkt politisch tätig. Für die katholisch geprägte Zentrumspartei zog er 1921 erstmals in den Landtag der Republik Baden ein, dem er in der Folge ohne Unterbrechung bis Ende 1933 angehören sollte. Bei der Reichstagswahl vom Mai 1928 wurde Föhr als Vertreter des Wahlkreises 32 (Baden) in den Reichstag in Berlin gewählt. Diesem gehörte er fünf Legislaturperioden lang bis zur Wahl vom November 1933 an.
Zunehmendes politisches Gewicht gewann, Föhr als er 1931 zum Vorsitzenden des badischen Landesverbandes des Zentrums gewählt wurde. Dieses Amt, wie auch das Amt des Fraktionsvorsitzenden seiner Partei im badischen Landtag, bekleidete er bis zur Auflösung des Zentrums im Sommer 1933. Im März 1932 sorgten Zeitungsmeldungen für Aufsehen in ganz Deutschland, wonach Föhr und der Reichstagsabgeordnete Carl Diez an einer Beratung südbadischer Zentrumsführer teilgenommen hätten, bei der der Plan gefasst worden sei, im Falle einer Ernennung Adolf Hitlers zum Reichskanzler in Süddeutschland einen „rein katholischen Staat“ unter Führung des Zentrums ins Leben zu rufen. Später im selben Jahr war Föhr in maßgeblicher Weise am Abschluss des badischen Konkordates zwischen der Republik Baden und der katholischen Kirche beteiligt, das er als badischer Vertreter mit dem päpstlichen Nuntius im Deutschen Reich, Eugenio Pacelli, dem späteren Papst Pius XII. aushandelte. Im Reichstag stimmte Föhr für das Ermächtigungsgesetz vom 24. März 1933, das die juristische Grundlage für die Errichtung der NS-Diktatur bildete. Später im selben Jahr stimmte er im badischen Landtag für die Annahme des badischen Ermächtigungsgesetzes und sagte dem „nationalen Staat“ die volle Loyalität seiner Partei zu, was indessen weder die zwangsweise Auflösung der Zentrumspartei in Baden noch die Auflösung – ohne Wiederwahl – des badischen Landtags im Dezember 1933 verhinderte.

### Zeit des Nationalsozialismus und Nachkriegszeit (1933 bis 1976)
In der Zeit des Nationalsozialismus zog sich Föhr aus dem politischen Leben zurück. Er widmete sich nun verstärkt seiner Arbeit als Geistlicher und schriftstellerischen Projekten. In den Jahren 1943 bis 1958 bekleidete Föhr, der seit den frühen 1930er Jahren den Titel eines Päpstlichen Hausprälaten in Freiburg führte, das Amt des Pfarrers der Gemeinde St. Johann in Freiburg.
Nach 1945 war Föhr, der gute Beziehungen zu den französischen Besatzungsbehörden in Baden-Württemberg unterhielt, die treibende Kraft des Versuchs, die alte Zentrumspartei der Zeit vor 1933 – also eine katholische Konfessionspartei – neu zu gründen; dies führte im Februar 1946 zur Wiedergründung der badischen Zentrumspartei. Die CDU lehnte Föhr wegen ihrer konfessionellen Offenheit und ihrer „zu weichen Haltung“ ab. Speziell ihrer badischen Sektion hielt er zudem das mangelnde Bekenntnis zu Baden sowie das Versäumnis vor, eine Sozial- und Kulturpolitik aus christlichem Geist zu betreiben. Der Versuch, mit einer katholisch-süddeutsch ausgerichteten Zentrumspartei ins politische Geschehen einzugreifen, scheiterte schließlich: Föhrs neue, alte Zentrumspartei blieb eine Randgruppe. Mit entscheidend für diese Entwicklung war wahrscheinlich die Entscheidung des Freiburger Erzbischofs Conrad Gröber, Föhrs kirchlichem Vorgesetzten, sich nicht hinter den Prälaten zu stellen, sondern die Gründung einer interkonfessionellen Christenpartei – eben der CDU – zu befürworten.
Nachdem es einige Jahre verhältnismäßig ruhig um Föhr geworden war, erlangte er 1956 wieder größeres öffentliches Aufsehen, als er beim Begräbnis des ehemaligen Reichskanzlers Joseph Wirth (Zentrumspartei) die Traueransprache hielt 1958 wurde Föhr vom neuen Freiburger Erzbischof Hermann Schäufele zu seinem Generalvikar bestellt. Dieses Amt, eines der ranghöchsten im Bistum, de facto die rechte Hand des Bischofs, übte er bis 1968 aus. Seinen Überzeugungen entsprechend fuhr Föhr auch in diesem Amt eine harte, konfrontationsfreudige Linie. Den Spiegel veranlasste dies, 1967 unter dem Titel „Des Bischofs General“ (eine Anspielung auf Zuckmayers Stück Des Teufels General) ein Porträt des streitbaren Geistlichen zu veröffentlichen; dort hieß es beispielsweise: „[Föhr] verkörpert [heute] das, was im immer mehr zur Mitte hin nivellierten Bundesdeutschland eine Rarität geworden ist: einen echten Schwarzen. Als Generalvikar des Freiburger Erzbischofs Schäufele regiert er ohne Toleranz, mit List und Härte.“
Zu den meistbeachteten Aktionen und Verlautbarungen Föhrs während seiner Zeit als Generalvikar zählten: Anfang 1967 äußerte er, dass nach der Entscheidung des baden-württembergischen Parlamentes, ein neues Schulgesetz zu verabschieden, den Gläubigen – nach Abschaffung der Konfessionsschule – als „einzige Möglichkeit des Protestes“ die Stimmabgabe für die (rechtsradikale) NPD bei der nächsten Landtagswahl bliebe; dem Freiburger Münster nötigte Föhr – entgegen den Wünschen der Münsterpfarrei, des Stadtrates und vieler Freiburger Bürger – ein neues Glockengeläut auf; die Freiburger Studentenzeitung ließ er anzeigen, nachdem diese sich über eine katholische Ehebroschüre mokiert und dazu eine alte Priester-Karikatur aus dem Simplicissimus als Mittel des Spotts verwendet hatte; ferner polemisierte er in der Badischen Volkszeitung gegen Gottlose, die CDU sowie die nichtkatholischen Massenmedien, deren angeblichen Kampf gegen den Katholizismus er scharf angriff. Die Bietigheimer Katholiken veranlasste Föhrs aggressiver Durchsetzungswille zu dem Spottwort: „Wer anderen eine Grube schaufelet [sic!], föhrt selbst hinein.“
Föhrs Nachlass wird heute im Erzbischöflichen Archiv in Freiburg aufbewahrt.

## Schriften
- Die sozialen und wirtschaftlichen Verhältnisse der Waldarbeiter im badischen Schwarzwald unter besonderer Berücksichtigung der durch Krieg und Revolution gewordenen Verhältnisse, 1921.
- Fünf Jahre Schulpolitik und Schulkampf in Baden, 1918-1923, 1923.
- Kulturkämpferei und Kulturpolitik, 1925.
- Badische Steuerreform 1926, 1926.
- Bekenntnisschule oder Simultanschule in Baden?, 1927.
- Die Änderung des Branntweinmonopolgesetzes vom 15. Mai 1929, 1929.
- Im Kampf um die christliche Schule, s.l.e.a.
- Warum ist das Reichsschutzgesetz gescheitert?, s.le.a.
- Die Änderung des Branntweinmonopolgesetzes vom 15.5.29, s. l. e. a.
- Das Konkordat zwischen dem Heiligen Stuhl und dem Freistaate Baden, 1933. (mit Conrad Gröber)
- Geschichte des badischen Konkordats, 1958.
- Kirche und Pfarrei St Johann Baptist zu Freiburg im Breisgau, 1958.
- Die christliche Simultanschule im überlieferten Badischen Sinn, 1966.
- Naturwissenschaftliche Weltsicht und Christlicher Glaube. Das Moderne Weltbild, 1974.